# Northumberland Avenue
Northumberland Avenue – ulica w centralnym Londynie, na terenie gminy City of Westminster, łącząca skrzyżowanie Charing Cross z biegnącym wzdłuż Tamizy bulwarem Victoria Embankment. Ulica ma długość około 350 m. Zabudowa zdominowana jest przez gmachy hotelowe z XIX wieku, obecnie o mieszanej funkcji. Przy ulicy mieści się ambasada Nigerii oraz teatr Playhouse Theatre.

## Historia
Ulica powstała w 1876 roku. By umożliwić jej budowę dwa lata wcześniej zburzono znajdującą się w tym miejscu XVII-wieczną rezydencję arystokratyczną Northumberland House, której fasada wychodziła na Trafalgar Square. Wzdłuż ulicy wzniesiono luksusowe hotele Victoria, Metropole i Grand Hotel. Podczas obu wojen światowych oraz w okresie powojennym Victoria i Metropole wykorzystywane były jako budynki rządowe, zarekwirowane, a później zakupione przez rząd brytyjski. O ich wyborze zadecydowała bliskość innych gmachów rządowych skoncentrowanych wzdłuż pobliskiej ulicy Whitehall. Głównymi użytkownikami budynków były ministerstwa wojny (War Office) i lotnicze (Air Ministry), a później ministerstwo obrony (Ministry of Defence). Budynki zostały sprzedane prywatnym właścicielom w latach 2004–2007. Hotel Metropole przywrócony został do funkcji hotelowej w 2012 roku pod nazwą Corinthia.
Swoje siedziby przy Northumberland Avenue miały towarzystwa Royal Commonwealth Society i jego prekursorzy (w latach 1882–2016) oraz Royal African Society.

## W kulturze
Ulica kilkukrotnie pojawia się w serii powieści i opowiadań o Sherlocku Holmesie autorstwa Arhura Doyle'a. Hotele przy tej ulicy (najprawdopodobniej  Metropole, choć nazwa ta w książkach nie pada) są elementem fabuły opowiadań Grecki tłumacz, Znamienity klient i Nobliwy kawaler.
Northumberland Avenue jest jedną z nieruchomości na standardowej, brytyjskiej planszy do gry Monopoly, w tej samej (różowej) grupie co Whitehall i Pall Mall.